# Rectenna

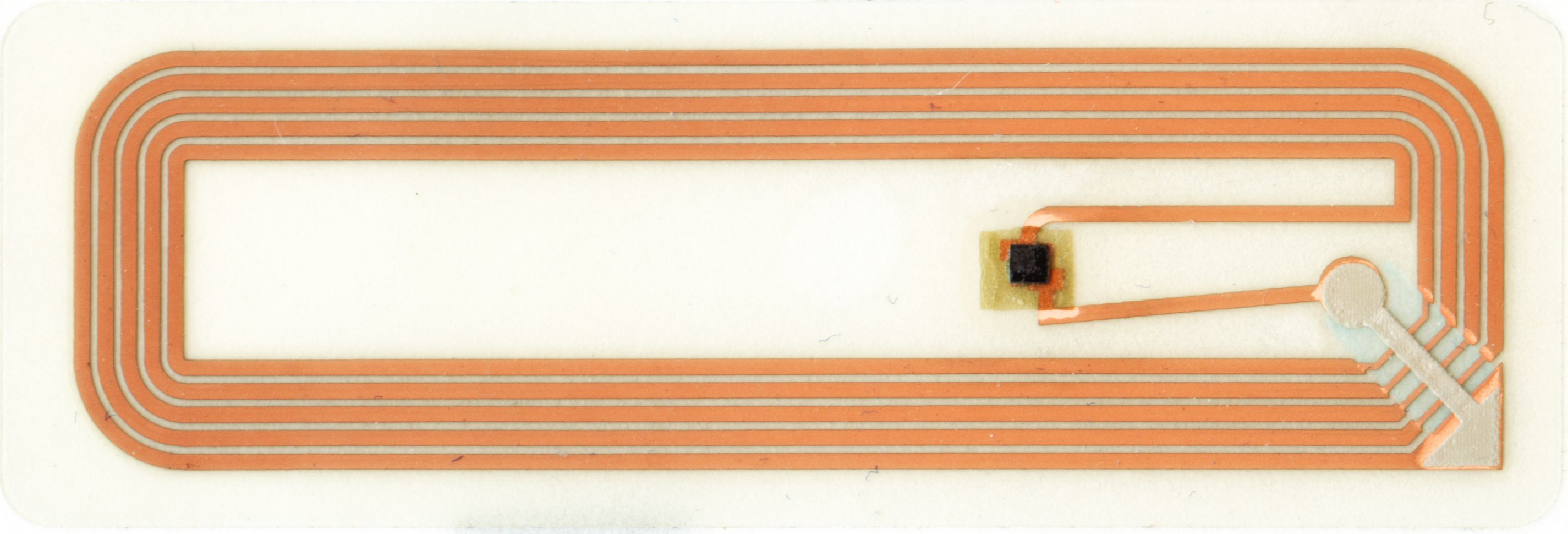
Antena inductiva per alimentar transpnders RFID

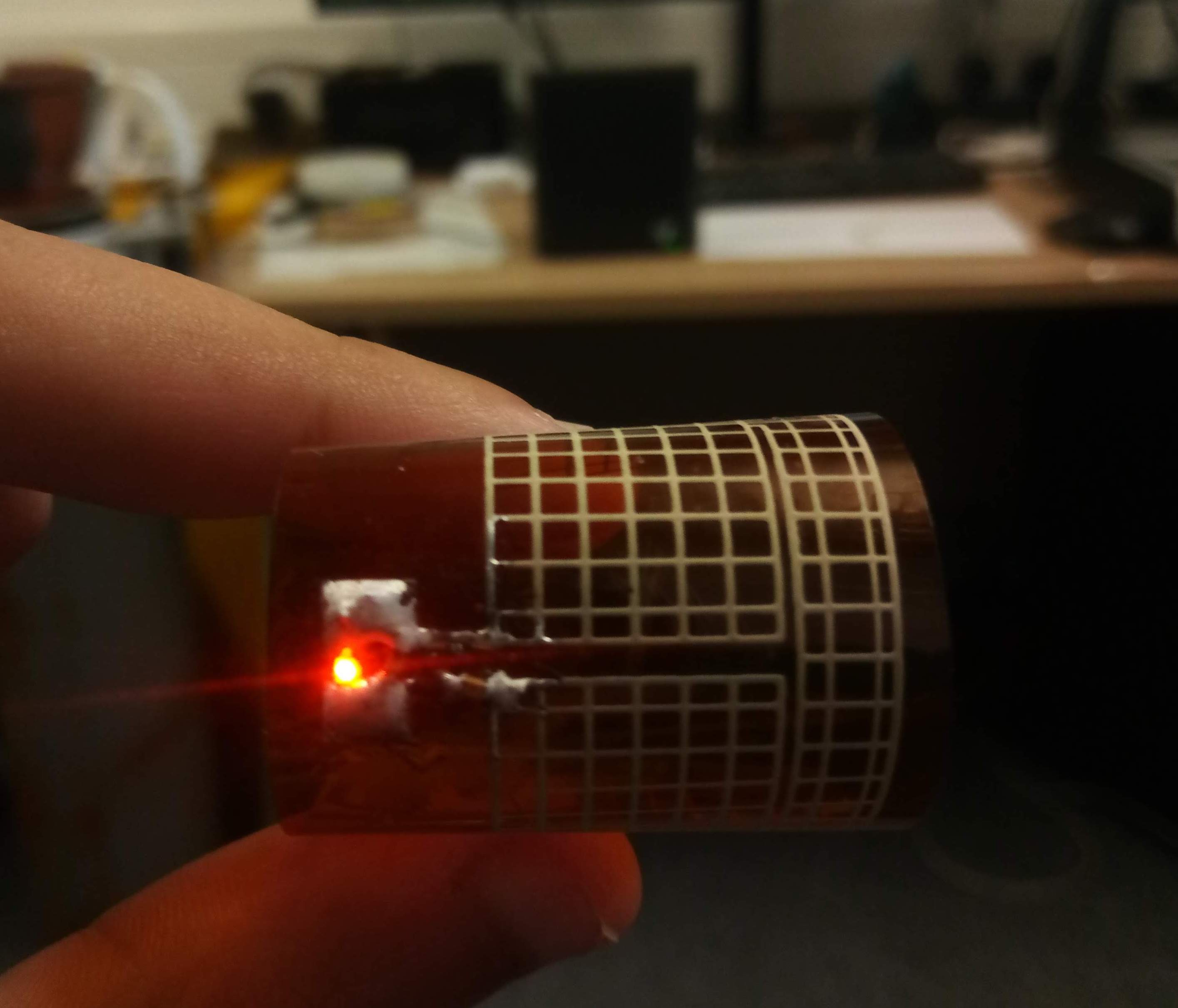
Una rectenna de malla impresa que il·lumina un LED d'un Powercast 915 transmissor de MHz

Una rectenna (mot compost de les paraules angleses rectifying i antenna) és un tipus especial d'antena receptora que s'utilitza per convertir l'energia electromagnètica en electricitat de corrent continu (DC). S'utilitzen en sistemes de transmissió d'energia sense fil que transmeten potència per ones de ràdio. Un element rectenna simple consisteix en una antena dipol amb un díode de RF connectat a través dels elements dipols. El díode rectifica la CA induïda a l'antena per les microones, per produir potència CC, que alimenta una càrrega connectada a través del díode. Els díodes Schottky s'utilitzen normalment perquè tenen la caiguda de tensió més baixa i la velocitat més alta i, per tant, tenen les pèrdues de potència més baixes a causa de la conducció i la commutació. Les rectenes grans consisteixen en una sèrie de molts elements receptors d'energia, com ara antenes dipols.
La invenció de la rectenna a la dècada de 1960 va fer possible la transmissió d'energia sense fil a llarga distància. La rectenna va ser inventada l'any 1964 i patentada l'any 1969 per l'enginyer elèctric nord-americà William C. Brown, que la va demostrar amb un model d'helicòpter alimentat per microones transmesos des de terra, rebut per una rectenna adjunta. Des de la dècada de 1970, una de les principals motivacions per a la investigació de la rectena ha estat desenvolupar una antena receptora per a satèl·lits d'energia solar proposats, que recolliria l'energia de la llum solar a l'espai amb cèl·lules solars i la transmetria a la Terra com a microones a grans matrius de rectena. Una aplicació militar proposada és alimentar avions de reconeixement de drons amb microones emesos des del terra, cosa que els permet mantenir-se amunt durant llargs períodes.
En els darrers anys, l'interès s'ha tornat a utilitzar rectennes com a fonts d'alimentació per a petits dispositius microelectrònics sense fil. El major ús actual de rectennes és en etiquetes RFID, targetes de proximitat i targetes intel·ligents sense contacte, que contenen un circuit integrat (IC) alimentat per un petit element rectenna. Quan el dispositiu s'acosta a una unitat lectora electrònica, les ones de ràdio del lector són rebudes per la rectenna, alimentant l'IC, que transmet les seves dades al lector.